# باب‌اسفنجی شلوارمکعبی (فصل ۱۱)
فصل یازدهم سریال تلویزیونی انیمیشن باب اسفنجی شلوار مکعبی است که توسط زیست شناس و انیماتور سابق دریایی استیون هیلنبورگ ساخته شده. پخش این فصل از ۲۴ ژوئن ۲۰۱۷ تا ۲۵ نوامبر ۲۰۱۸ از شبکه نیکلودئون بوده که با شروع قسمت "بازگشت اسپات" / "معاینه" شروع شد و بااین فصل با پخش "گونز بر روی ماه" در ۲۵ نوامبر ۲۰۱۸ به پایان رسید . این فصل توسط خالق سریال هیلنبورگ ساخته شده است پیشگامان این فصل مارک سک کارلی و وینسنت والر بودند که همچنین تهیه کننده های ناظر هستند.
این فصل اولین بار همزمان با فصل دهم در ۳ مارس ۲۰۱۶ اعلام شد و اولین بار در ۲۴ ژوئن ۲۰۱۷ برگزار شد. در مجموع ۲۶ قسمت (۵۰ بخش) برای این فصل تولید شده است و تعداد قسمت ها را به ۲۴۱ قسمت می رساند.
این فصل با پخش "گونز بر روی ماه" در ۲۵ نوامبر ۲۰۱۸ به پایان رسید.